# 萨奥尔日
萨奥尔日（法語：Saorge，法語發音：[saɔʁʒ]）是法国滨海阿尔卑斯省的一个市镇，位于该省东部，属于尼斯区。

## 地名
该地名“Saorge”发音为[saɔʁʒ]而非[soʁʒ]，应译“萨奥尔日”，《世界地名翻译大辞典》与《世界地名译名词典》将其误译作“索尔日”。

## 地理
萨奥尔日（43°59'14"N, 7°33'9"E）面积86.78 平方千米，位于法国普罗旺斯-阿尔卑斯-蓝色海岸大区滨海阿尔卑斯省，阿尔卑斯山南缘，魯瓦亞河自北向南流经境内。
与萨奥尔日接壤的市镇（或旧市镇、城区）包括：贝尔韦代尔、拉博莱讷韦叙比、鲁瓦亚河畔布雷伊、丰唐、拉布里格、唐德、皮尼亚、罗凯塔内尔维纳、特廖拉。
萨奥尔日的时区为UTC+01:00、UTC+02:00（夏令时）。

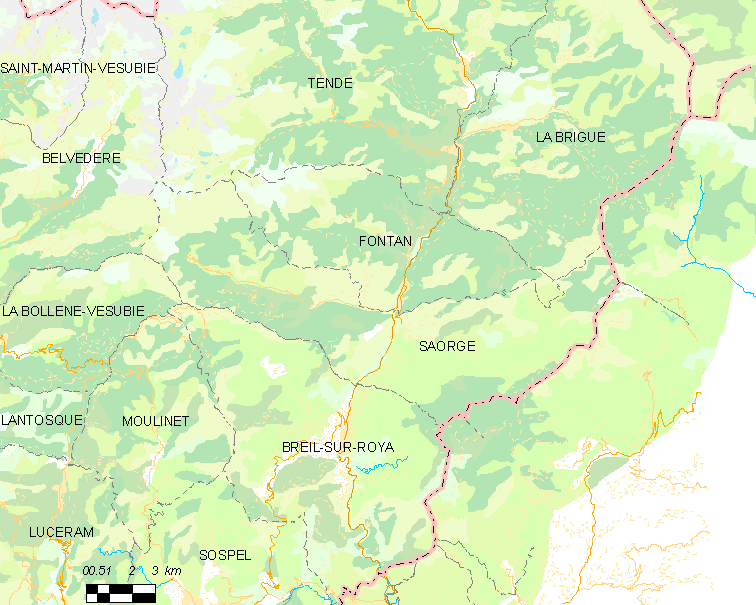
萨奥尔日的OSM定位图

## 行政
萨奥尔日的邮政编码为06540，INSEE市镇编码为06132。

## 政治
萨奥尔日所属的省级选区为孔特县。

## 交通
滨海阿尔卑斯省省道D40线和D6204线在境内交汇。
丰唐-萨奥尔日站每天开行前往尼斯的列车。

## 人口

1962-2008年间萨奥尔日人口变化图示

萨奥尔日于2022年1月1日时的人口数量为432人。